# Jaurès metróállomás
A Jaurès egy metróállomás Franciaországban, Párizsban a párizsi metró 2-es, 5-ös és 7bis metróvonalán. Tulajdonosa és üzemeltetője a RATP.

## Története
Az 1903. január 31-én megnyílt állomás eredeti neve Rue d'Allemagne (Németország utcája) volt. 1914. augusztus 1-én, az első világháború befejezése után az állomást átnevezték Rue de France névre. Ám ezt a nevet sem viselte sokáig, ugyanis ismét átkeresztelték, immár a végleges Jaurès névre.
Új nevét a francia szocializmus egyik legjelentősebb politikusa, humanista és filozófusa, Jean Jaurès után kapta. A kiváló szónokként is ismert férfi kiállt a „gyengébbek” védelmében, így feltűnt a bányász sztrájkok és a Dreyfus-per során is. 1914-ben – háborúellenessége miatt – merénylet áldozata lett. A politikusról a Avenue Jean-Jaurès nevű utcát és az itt található metróállomást nevezték el, de nevét viseli még a Boulogne - Jean Jaurès nevű állomás is.

## Metróvonalak
Az állomást az alábbi metróvonalak érintik:
- 2-es metróvonal
- 5-ös metróvonal
- 7bis metróvonal

## Kapcsolódó állomások
A metróállomáshoz az alábbi állomások vannak a legközelebb:
- Stalingrad (Porte Dauphine, 2-es metróvonal)
- Colonel Fabien (Nation, 2-es metróvonal)
- Stalingrad (Place d’Italie, 5-ös metróvonal)
- Laumière (Bobigny – Pablo Picasso, 5-ös metróvonal)
- Bolivar (Pré-Saint-Gervais, 7bis metróvonal)
- Louis Blanc (Louis Blanc, 7bis metróvonal)